# A Static Lullaby
A Static Lullaby är ett post-hardcoreband från Chino Hills i Kalifornien. Bandet bildades 2001 och splittrades 2012. Bandet återförenades 2015.

## Medlemmar
Nuvarande medlemmar
- Joe Brown – sång, growl (2001–2012, 2015–)
- Dan Arnold – sång, rytmgitarr, keyboard, piano (2001–2012, 2015–)
- John Martinez – gitarr, bakgrundssång (2006–2007, 2015–)
- Kris Comeaux – sologitarr (2011–2012), trummor, percussion (2015–)
- Joey Bradford – basgitarr, bakgrundssång (2015–)

Tidigare medlemmar
- Brett Dinovo – trummor, slagverk (2001–2005; 2011–2012)
- Matt Faukner – basgitarr, bakgrundssång (2011–2012)
- Tyler Mahurin – trummor, slagverk (2007–2011)
- Jarrod Alexander – trummor, slagverk (2001, 2006)
- Nate Lindeman – gitarr (2001–2005)
- Phil Pirrone – basgitarr, sång (2001–2005)
- Dane Poppin – basgitarr, bakgrundssång (2006–2011)

Turnerande medlemmar
- Phil Manansala – gitarr (2008–2009)

## Diskografi
Demo
- 2001: A Static Lullaby (EP)

Studioalbum
- 2003: ...And Don't Forget to Breathe
- 2005: Faso Latido (CD känd för att innehålla en på rootkit baserad form av kopieringsskydd.)[3]
- 2006: A Static Lullaby
- 2008: Rattlesnake!

EP
- 2002: Withered

Singlar
- 2002: "Withered"
- 2003: "The Shooting Star That Destroyed Us"
- 2003: "Lipgloss and Letdown"
- 2005: "Stand Up"
- 2006: "Hang 'Em High"
- 2008: "The Art of Sharing Lovers"
- 2008: "Toxic"
- 2009: "Under Water Knife Fight"
- 2009: "Let Go"
- 2011: "Cinematic Attractions"
- 2011: "Party Rock Anthem"

Video
- 2003: Lipgloss and Letdown
- 2003: The Shooting Star That Destroyed Us
- 2005: Stand Up
- 2006: Hang 'Em High
- 2008: The Art of Sharing Lovers
- 2009: Toxic (Britney Spears cover)[4]

## I videospel
- Sången "Hang 'em High" finns i spelen MLB 07: The Show och FlatOut: Ultimate Carnage.